# Stéphane Goubert

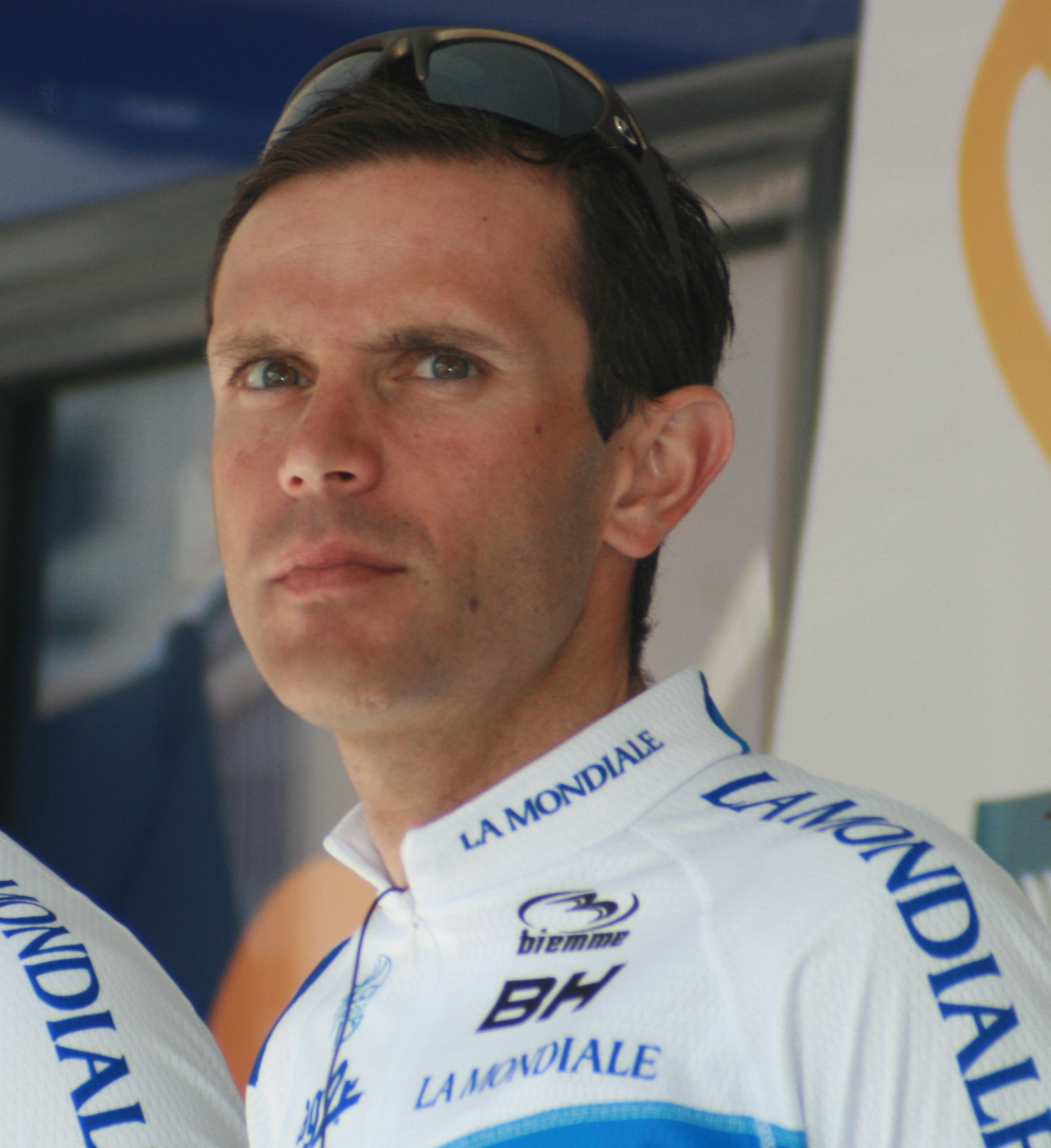
Stéphane Goubert

Stéphane Goubert (* 13. März 1970 in Montpellier) ist ein ehemaliger französischer Radrennfahrer.

## Karriere
Stéphane Goubert begann seine Profi-Laufbahn 1994. Von 1997 bis 1998 fuhr er für das Team Équipe Cofidis, wechselte dann zu Polti und zwei Jahre später zu Jean Delatour. Ab 2004 fuhr er für das französische Team AG2R Prévoyance.
2005 gewann Goubert die dritte Etappe der Vuelta a Castilla y León, die er als Siebter in der Gesamtwertung abschloss. Ebenfalls den siebten Platz belegte er beim GP La Marseillaise 2005. An der Tour de France nahm er zehn Mal teil; seine beste Platzierung im Gesamtklassement war ein 16. Platz 2009. Zum Ende der Saison 2009 beendete er seine Radsportlaufbahn.

## Erfolge (Auszug)
- 2005 Sieger 3. Etappe der Vuelta a Castilla y León, Siebter in der Gesamtwertung
- 2005 Siebter beim Grand Prix de la Marseillaise
- 2005 Neunter bei der Bayern-Rundfahrt
- 2004 Zweiter Platz bei einer Etappe der Route du Sud
- 2004 Siebter bei einer Etappe der Tour du Limousin
- 2003 Vierter Platz Tour du Haut-Var
- 2002 Vierter Platz Route du Sud